# Cao Ngọc
Cao Ngọc là một xã thuộc huyện Ngọc Lặc, tỉnh Thanh Hóa, Việt Nam.
Xã Cao Ngọc có diện tích 19,77 km², dân số năm 1999 là 4609 người, mật độ dân số đạt 233 người/km².